# Сторінка складання
Сторінка складання (донедавна — полоса набору) — це відбиток тексту чи зображуваних елементів на сторінці видання.

## Формат сторінки складання
- Формат сторінки складання повинен бути сталим у виданні. Зміна сторінки складання в межах одного видання може застосовуватися лише тоді, коли це необхідно для виконання складного макету чи втілення задуму художника.

- Формат сторінки складання кожного конкретного видання залежить від формату видання та розмірів полів. Встановлюючи сторінку складання, слід орієнтуватися на розворот сторінок.

## Співвідношення сторін сторінки складання
Досвід художньо-технічних редакторів, художників і теоретиків книжкового мистецтва дав змогу створити такі співвідношення сторін сторінки складання та її розмірів відносно сторінки конкретного видання, які дозволяють зробити розворот книги врівноваженим і пропорційним. Тому поля в книзі при застосуванні сторінки певного розміру мають неоднакові розміри. Найменшим є корінцеве поле, трохи більше — верхнє, ще більшим — бокове й найбільшим — нижнє.
Оформляючи подарункові чи оригінальні видання, часто використовують сторінку, яка не передбачається діючими стандартам. Однак і в таких випадках необхідно все ж дотримуватися певних вимог:
- довжина рядка (ширина сторінки складання) обов'язково повинна бути кратною 12 пунктам;

- висота сторінки складання повинна вміщати ціле число рядків тексту;

- розкладку потрібно вибрати теж кратну 12 пунктам;

- верхнє, бокове та нижнє поля не повинні бути меншими 24 пунктів.

Формат сторінки складання позначається у квадратах (і їх частках), наприклад, 61/4*10 квадратів. Перший множник завжди означає ширину(довжину рядків), другий — висоту. У випадках, коли сторінка складання складається з декількох колонок, її ширина, проставлена в дужки, може бути виражена таким записом: (41/2+1/4+41/2)*12 квадратів.